# Rivière Duncan (Colombie-Britannique)
Pour les articles homonymes, voir Duncan et Rivière Duncan.
La Duncan (anglais : Duncan River) est un affluent de la Kootenay, et par son intermédiaire du fleuve Columbia. Mesurant environ 206 kilomètres de long, elle se situe en Colombie-Britannique, au Canada.

## Géographie
La Duncan prend sa source au mont Dawson. Son bassin versant couvre environ 2 443 kilomètres carrés. Le débit moyen annuel de la rivière est d'environ 162 mètres cubes par seconde.

## Aménagements
Le barrage Duncan est un imposant barrage sur son cours.